# Linha neutra

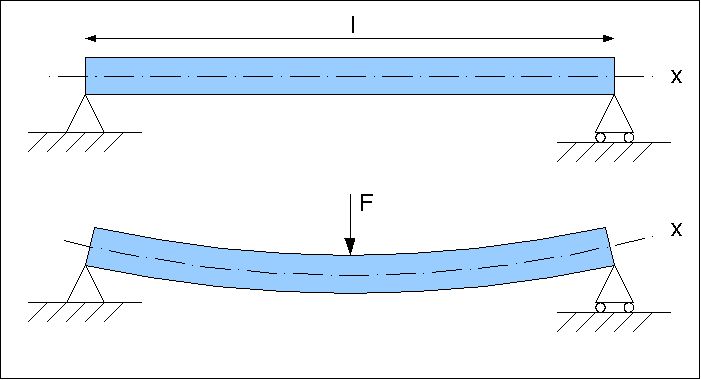
Viga com a linha neutra marcada com x.

A linha neutra, fibra neutra ou eixo neutro é a superfície material curva de um corpo deformado por flexão que separa a zona comprimida da zona tracionada. Para encontrar e linha neutra deve se calcular o centróide da seção transversal, pois a linha neutra passa por este ponto.